# Мохамед Обаїд Аль-Захірі
Мохамед Обаїд Аль-Захірі (араб. محمد عبيد الزهراني, нар. 1 серпня 1967) — еміратський футболіст, що грав на позиції захисника за «Аль-Айн» та національну збірну ОАЕ.

## Клубна кар'єра
На клубному рівні грав за «Аль-Айн», у складі якого ставав чемпіоном ОАЕ і володарем Кубка Президента ОАЕ. 

## Виступи за збірну
1984 року дебютував в офіційних матчах у складі національної збірної ОАЕ.
У складі збірної був учасником кубка Азії 1984 року в Сінгапурі, кубка Азії 1988 року в Катарі, а також розіграшу Кубка конфедерацій 1997 року в Саудівській Аравії.
Загалом протягом кар'єри в національній команді, яка тривала 17 років, провів у її формі 53 матчі, забивши 4 голи.

## Титули і досягнення
- Чемпіон ОАЕ (2):

«Аль-Айн»: 1997-1998, 1999-2000
- Володар Кубка Президента ОАЕ (1):

«Аль-Айн»: 1998-1999